# Fortun

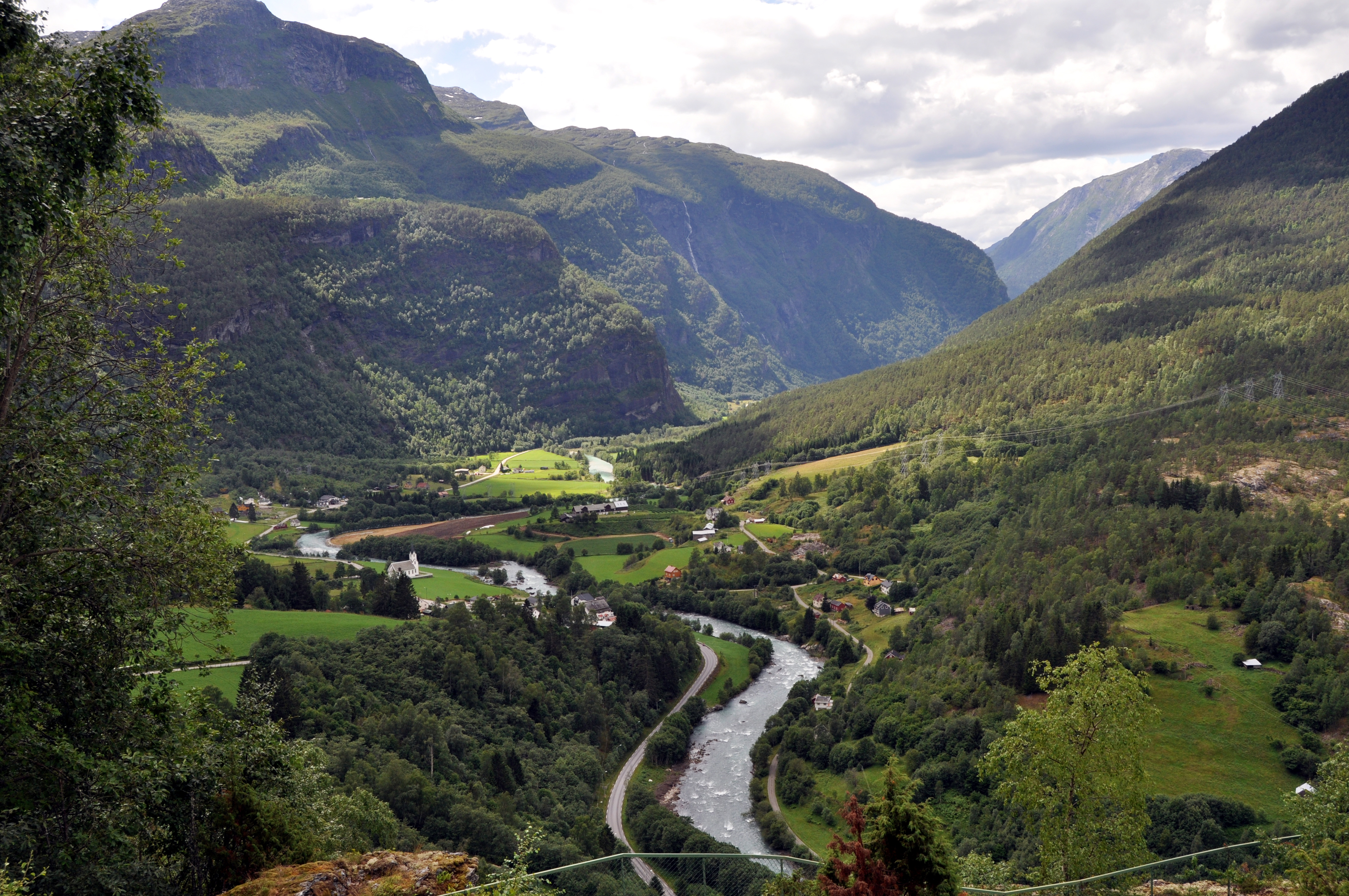
Blick auf Fortun, 2010

Fortun ist ein Ort und eine Kirchgemeinde in der norwegischen Kommune Luster in der norwegischen Provinz Vestland. Der Ort zählte bei der Volkszählung 2001 94 Einwohner. In diesem Ort stand die Stabkirche Fortun, die in den 1880er Jahren nach Fantoft versetzt wurde. Die Kirche wurde durch die größere Kirche Fortun ersetzt, die 1879 fertiggestellt wurde.

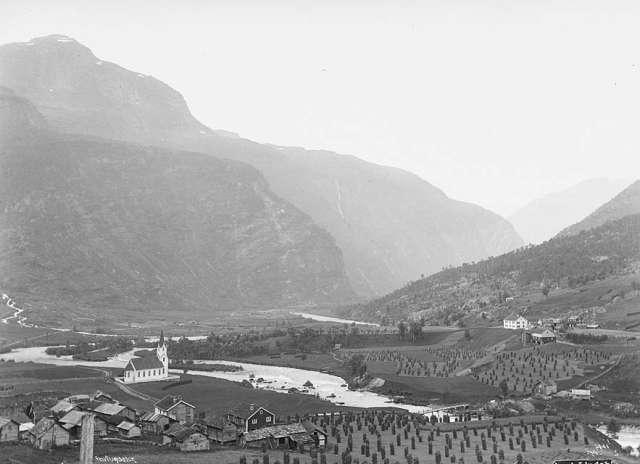
Blick auf Fortun (zwischen 1880 und 1890)
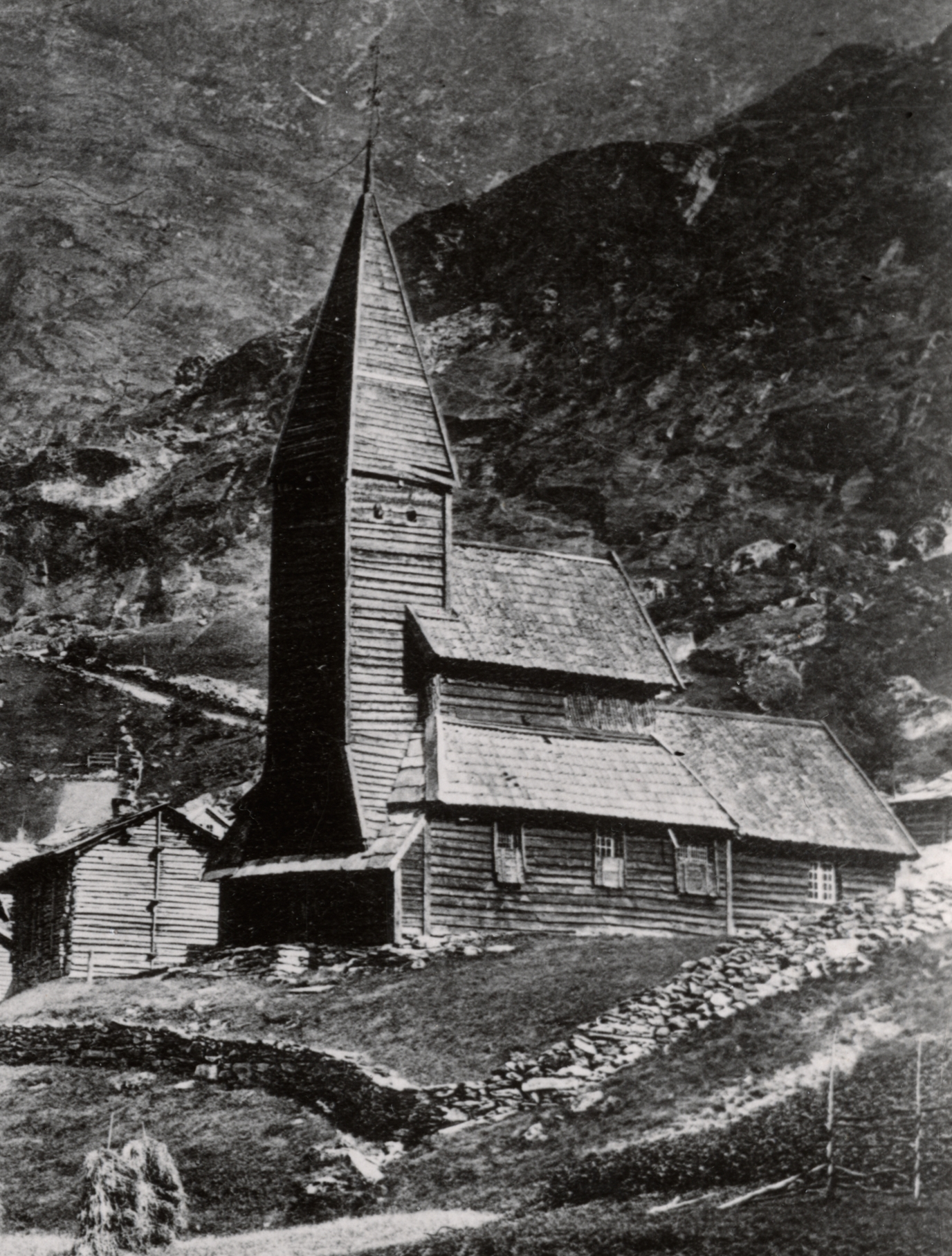
Die Stabkirche 1873 abgelichtet, wenige Jahre bevor sie nach Fantoft versetzt und dort rekonstruiert wurde.